# 28848 Nicolemarie
28848 Nicolemarie è un asteroide della fascia principale. Scoperto nel 2000, presenta un'orbita caratterizzata da un semiasse maggiore pari a 2,9307890 UA e da un'eccentricità di 0,0906317, inclinata di 2,98240° rispetto all'eclittica.